# Agallia seriphidii
Agallia seriphidii är en insektsart som beskrevs av Alexander Fyodorovich Emeljanov 1964. Agallia seriphidii ingår i släktet Agallia och familjen dvärgstritar. Inga underarter finns listade i Catalogue of Life.